# Gran Premio del Belgio 1996
Il Gran Premio del Belgio 1996 si è svolto domenica 25 agosto 1996 sul Circuito di Spa-Francorchamps. La gara è stata vinta da Michael Schumacher su Ferrari seguito da Jacques Villeneuve e da Mika Häkkinen.

## Qualifiche
Villeneuve conquista la seconda pole position stagionale, battendo il suo compagno di squadra Hill per quattro decimi; il canadese è aiutato anche dalla pioggia, che rende pressoché nulla la seconda parte della sessione. Terzo è Schumacher, resosi protagonista di un violento incidente nelle prove libere del venerdì mattina; il tedesco è però staccato di ben un secondo e due decimi dal tempo della pole position. Seguono Coulthard, Berger, Häkkinen, Alesi, Brundle, Irvine e Barrichello, che chiude la top ten; in fondo alla griglia, Lavaggi non riesce a rimanere all'interno del 107%, non qualificandosi per la gara.

### Classifica
| Pos                         | No | Pilota                | Costruttore          | Tempo    | Distacco |
| --------------------------- | -- | --------------------- | -------------------- | -------- | -------- |
| 1                           | 6  | Jacques Villeneuve    | Williams - Renault   | 1:50.571 |          |
| 2                           | 5  | Damon Hill            | Williams - Renault   | 1:50.980 | +0.409   |
| 3                           | 1  | Michael Schumacher    | Ferrari              | 1:51.778 | +1.207   |
| 4                           | 8  | David Coulthard       | McLaren - Mercedes   | 1:51.884 | +1.313   |
| 5                           | 4  | Gerhard Berger        | Benetton - Renault   | 1:51.960 | +1.389   |
| 6                           | 7  | Mika Häkkinen         | McLaren - Mercedes   | 1:52.318 | +1.747   |
| 7                           | 3  | Jean Alesi            | Benetton - Renault   | 1:52.354 | +1.783   |
| 8                           | 12 | Martin Brundle        | Jordan - Peugeot     | 1:52.977 | +2.406   |
| 9                           | 2  | Eddie Irvine          | Ferrari              | 1:53.043 | +2.472   |
| 10                          | 11 | Rubens Barrichello    | Jordan - Peugeot     | 1:53.152 | +2.581   |
| 11                          | 15 | Heinz-Harald Frentzen | Sauber - Ford        | 1:53.199 | +2.628   |
| 12                          | 14 | Johnny Herbert        | Sauber - Ford        | 1:53.993 | +3.422   |
| 13                          | 19 | Mika Salo             | Tyrrell - Yamaha     | 1:54.095 | +3.524   |
| 14                          | 9  | Olivier Panis         | Ligier - Mugen-Honda | 1:54.220 | +3.649   |
| 15                          | 10 | Pedro Diniz           | Ligier - Mugen-Honda | 1:54.700 | +4.129   |
| 16                          | 17 | Jos Verstappen        | Footwork - Hart      | 1:55.150 | +4.579   |
| 17                          | 18 | Ukyo Katayama         | Tyrrell - Yamaha     | 1:55.371 | +4.800   |
| 18                          | 16 | Ricardo Rosset        | Footwork - Hart      | 1:56.286 | +5.715   |
| 19                          | 20 | Pedro Lamy            | Minardi - Ford       | 1:56.830 | +6.259   |
| Tempo limite 107%: 1:58,311 |    |                       |                      |          |          |
| NQ                          | 21 | Giovanni Lavaggi      | Minardi - Ford       | 1:58.579 | +8.008   |

## Gara
Nonostante la pioggia cada sul tracciato belga fino a domenica mattina, la gara parte con la pista completamente asciutta. Al via né Villeneuve né Hill scattano bene; il canadese riesce comunque a mantenere la prima posizione, mentre il suo compagno di squadra viene sopravanzato da Schumacher, perdendo poi un'altra posizione a favore di Coulthard nel corso del primo giro. Nei primi passaggi Schumacher mette sotto pressione Villeneuve, senza però riuscire a passarlo; la situazione rimane stabile fino all'undicesimo passaggio, quando Verstappen si schianta alla curva Stavelot poco dopo aver effettuato il suo primo rifornimento.
L'urto contro le barriere è molto violento e l'olandese, seppur illeso, viene trasportato all'ospedale di Liegi per controlli; la pista è disseminata di detriti e la direzione gara manda in pista la safety car. Schumacher, Alesi e Salo ne approfittano immediatamente per rifornire; Villeneuve viene chiamato ai box dalla sua squadra, ma non sente la comunicazione e prosegue. La Williams comunica quindi ad Hill di rifornire, salvo poi ordinargli di rimanere in pista in quanto le attrezzature per il pit stop dell'inglese non erano ancora pronte; Hill, che aveva già imboccato la pit lane, riesce a tornare sul tracciato, perdendo però due posizioni a vantaggio di Häkkinen e Berger.
La safety car rimane in pista per quattro giri; tutti i piloti ne approfittano per rifornire, ad eccezione di Coulthard e Häkkinen, partiti per effettuare una sola sosta. Alla ripartenza quindi la gara è guidata dai due piloti della McLaren, seguiti da Schumacher, Alesi e Villeneuve; il canadese passa immediatamente il pilota della Benetton, ma è incapace di attaccare Schumacher. Il distacco tra i due rimane intorno ai due secondi, anche quando le due McLaren riforniscono attorno a metà gara. Intanto Coulthard va a sbattere nel corso del 37º passaggio alla Rivage. Villeneuve non riesce a sopravanzare il rivale neanche nel corso della seconda serie di pit stop, accontentandosi poi del secondo posto. Schumacher ottiene così la seconda vittoria stagionale, davanti a Villeneuve, Häkkinen, Alesi, Hill e Berger.

### Classifica
| Pos      | N. | Pilota                | Costruttore/Motore   | Giri | Tempo/Ritiro                            | Griglia | Punti |
| -------- | -- | --------------------- | -------------------- | ---- | --------------------------------------- | ------- | ----- |
| 1        | 1  | Michael Schumacher    | Ferrari              | 44   | 1:28:15.125                             | 3       | 10    |
| 2        | 6  | Jacques Villeneuve    | Williams - Renault   | 44   | + 5.602                                 | 1       | 6     |
| 3        | 7  | Mika Häkkinen         | McLaren - Mercedes   | 44   | + 15.710                                | 6       | 4     |
| 4        | 3  | Jean Alesi            | Benetton - Renault   | 44   | + 19.125                                | 7       | 3     |
| 5        | 5  | Damon Hill            | Williams - Renault   | 44   | + 29.179                                | 2       | 2     |
| 6        | 4  | Gerhard Berger        | Benetton - Renault   | 44   | + 29.896                                | 5       | 1     |
| 7        | 19 | Mika Salo             | Tyrrell - Yamaha     | 44   | + 1:00.754                              | 13      |       |
| 8        | 18 | Ukyo Katayama         | Tyrrell - Yamaha     | 44   | + 1:40.227                              | 17      |       |
| 9        | 16 | Ricardo Rosset        | Footwork - Hart      | 43   | + 1 giro                                | 18      |       |
| 10       | 20 | Pedro Lamy            | Minardi - Ford       | 43   | + 1 giro                                | 19      |       |
| Ritirato | 8  | David Coulthard       | McLaren - Mercedes   | 37   | Incidente                               | 4       |       |
| Ritirato | 12 | Martin Brundle        | Jordan - Peugeot     | 34   | Motore                                  | 8       |       |
| Ritirato | 2  | Eddie Irvine          | Ferrari              | 29   | Cambio                                  | 9       |       |
| Ritirato | 11 | Rubens Barrichello    | Jordan - Peugeot     | 29   | Sospensioni                             | 10      |       |
| Ritirato | 10 | Pedro Diniz           | Ligier - Mugen-Honda | 22   | Problema elettrico                      | 15      |       |
| Ritirato | 17 | Jos Verstappen        | Footwork - Hart      | 11   | Incidente                               | 16      |       |
| Ritirato | 15 | Heinz-Harald Frentzen | Sauber - Ford        | 0    | Collisione con O.Panis e J.Herbert      | 11      |       |
| Ritirato | 14 | Johnny Herbert        | Sauber - Ford        | 0    | Collisione con O.Panis e H.H.Frentzen   | 12      |       |
| Ritirato | 9  | Olivier Panis         | Ligier - Mugen-Honda | 0    | Collisione con J.Herbert e H.H.Frentzen | 14      |       |
| NQ       | 21 | Giovanni Lavaggi      | Minardi - Ford       |      | NQ                                      |         |       |

## Classifiche

### Piloti
| Pos. | Pilota                | Punti |
| ---- | --------------------- | ----- |
| 1    | Damon Hill            | 81    |
| 2    | Jacques Villeneuve    | 68    |
| 3    | Michael Schumacher    | 39    |
| 4    | Jean Alesi            | 38    |
| 5    | Mika Häkkinen         | 23    |
| 6    | David Coulthard       | 18    |
| 7    | Gerhard Berger        | 17    |
| 8    | Olivier Panis         | 13    |
| 9    | Rubens Barrichello    | 12    |
| 10   | Eddie Irvine          | 9     |
| 11   | Heinz-Harald Frentzen | 6     |
| 12   | Mika Salo             | 5     |
| 13   | Johnny Herbert        | 4     |
| 14   | Martin Brundle        | 3     |
| 15   | Jos Verstappen        | 1     |
| 15   | Pedro Diniz           | 1     |

### Costruttori
| Pos. | Team                 | Punti |
| ---- | -------------------- | ----- |
| 1    | Williams - Renault   | 149   |
| 2    | Benetton - Renault   | 55    |
| 3    | Ferrari              | 48    |
| 4    | McLaren - Mercedes   | 41    |
| 5    | Jordan - Peugeot     | 15    |
| 6    | Ligier - Mugen-Honda | 14    |
| 7    | Sauber - Ford        | 10    |
| 8    | Tyrrell - Yamaha     | 5     |
| 9    | Footwork - Hart      | 1     |

## Fonti
- The Official Formula 1 Website, su formula1.com. URL consultato il 5 settembre 2009.
- GpUpdate.com [collegamento interrotto], su f1.gpupdate.net. URL consultato il 5 settembre 2009.
- Grandprix.com. URL consultato il 5 settembre 2009.